# Johannsenomyia lanei
Johannsenomyia lanei är en tvåvingeart som beskrevs av Wirth 1965. Johannsenomyia lanei ingår i släktet Johannsenomyia och familjen svidknott. Inga underarter finns listade i Catalogue of Life.